# Wilhelm von Kries
Wilhelm „Willi“ Hermann Friedrich von Kries (* 5. Juli 1886 in Schloss Roggenhausen, Graudenz; † 23. November 1943 in Berlin) war ein deutscher Journalist und Pressefunktionär. Er war unter anderem Pressechef der Deutschnationalen Volkspartei (DNVP).

## Leben und Tätigkeit

### Frühes Leben
Kries war ein Sohn des Domänenpächters Friedrich von Kries (* 1853; † 1934) und seiner Ehefrau Gertrud geb. von Dechend (* 1862; † 1941), jüngste Tochter des ersten Reichsbankpräsidenten Hermann von Dechend.
Nach dem Besuch eines Gymnasiums in Marienwerder, den er 1905 mit dem Abitur abschloss, studierte Kries von 1905 bis 1906 und von 1911 bis 1913 Nationalökonomie in Lausanne, Berlin und Kiel. Im Februar 1913 wurde Kries in Kiel zum Dr. rer. pol. promoviert. Außerdem bestand er die Dolmetscherprüfung in der chinesischen Sprache.
Vom 1. Oktober 1906 bis 1911 und von 1913 bis zum 14. August 1917 war Kries als höherer Beamter in der chinesischen Seezollverwaltung tätig. Von 1917 bis Februar 1919 wurde er infolge der Ereignisse des Ersten Weltkriegs als deutscher Staatsangehöriger in China unter Polizeiaufsicht gehalten bzw. interniert. Im Frühjahr 1919 durfte er schließlich nach Deutschland zurückreisen.

### Weimarer Republik und NS-Zeit
Vom 1. Juli 1919 bis 31. August 1920 war Kries bei der Abstimmungskommission für Westpreußen tätig. Insbesondere war er mit der Organisation und Rückführung der auswärtigen Stimmberechtigten befasst.
Vom 1. September 1920 bis zum 31. Dezember 1921 wurde Kries als Referent in der Reichszentrale für Heimatdienst beschäftigt. Zu dieser Zeit wurde ihm die Stellung des Direktors der Grenzspende für Oberschlesien übertragen, einer Stiftung, die sich im Vorfeld der Volksabstimmung der Bevölkerung der Provinz Oberschlesien über die zukünftige staatliche Zugehörigkeit dieser Provinz, die für 1921 auf Veranlassung der Kriegssiegermächte des Weltkrieges angesetzt war, der Aufgabe widmete, in der oberschlesischen Bevölkerung propagandistisch für eine Stimmabgabe zugunsten eines Verbleibs dieser Provinz beim Deutschen Reich zu werben.
Vom 1. Januar 1922 bis zum 31. Mai 1926 war Kries Chefredakteur bei der Telegraphen-Union, einer 1913 gegründeten Nachrichtenagentur, die zum Medienimperium von Alfred Hugenberg gehörte. Zu dieser Zeit war er auch Herausgeber des Korrespondenzblattes Deutscher Schnelldienst.
Von 1924 bis 1926 war Kries Korrespondent in London. Anschließend arbeitete er vom 1. Juni 1926 bis 31. Dezember 1927 als Berliner Korrespondent deutschsprachiger Zeitungen in Polen.
Vom 1. Januar 1928 bis 31. Dezember 1928 fungierte Kries als Pressechef der Deutschnationalen Volkspartei. Dies legt nahe, dass er auch Mitglied dieser Partei war. 1929 betätigte er sich in der Volkskonservativen Vereinigung, einer Abspaltung der DNVP. Nachweislich gehörte Kries dem Juni-Klub an, bei dessen Gründung er Yuji Ishida zufolge „eine nicht geringe Rolle“ gespielt hatte, bevor er 1923 aus diesem ausschied. Später war er zudem Mitglied des Deutschen Herrenklub an.
André Postert kennzeichnet Kries für die Zeit der Weimarer Republik als einen „moderate[n], weltgewandte[n] Konservativen“ Peter Fischer beschreibt Kries für diese Zeit als einen Publizisten im „Umfeld der revolutionär-konservativen Bewegung“
Vom 1. Januar 1929 bis zum 31. Oktober 1933 war Kries als Redakteur beim Scherl-Verlag beschäftigt. Anschließend arbeitete er für verschiedene Verlage, zuletzt als Korrespondent der Berliner Börsenzeitung, dem Berliner Lokal-Anzeiger und der Deutschen Allgemeinen Zeitung in London. Er berichtete dabei insbesondere über außenpolitische Positionen, Entwicklungen des britischen Empires und über das politische System Großbritanniens.
Seit 1. Dezember 1939 war Kries als Wissenschaftlicher Hilfsarbeiter (damalige Bezeichnung für einen wissenschaftlich geschulten Spezialisten) bei der Deutschen Informationsstelle beschäftigt. Zum 12. September 1940 trat Kries mit dem Rang eines Gesandtschaftsrates 1. Klasse in den Dienst des Auswärtigen Amtes. Politisch gehörte Kries seit Juli 1939 der NSDAP an.
Kries starb im November 1943 bei einem Luftangriff in Berlin-Zehlendorf.

## Ehe und Familie
Kries war dreimal verheiratet und hatte sechs Kinder. Am 27. März 1913 heiratete Kries in erster Ehe Elisabeth Stuhlmann, eine Tochter des Caesar Cato Stuhlmann, Professor in Peking und Seezolldirektor in Nanking. Am 16. Januar 1924 heiratete er in zweiter Ehe Marielouise von Gabain, die Tochter des Offiziers Arthur von Gabain und der Maria Plewig. Und in dritter Ehe heiratete er am 29. Mai 1935 die Medizinerin Ilse von Borcke, eine Tochter des Fideikommissherren Heinrich von Borcke-Hohensee.
Aus seiner ersten Ehe stammten die Töchter Gisela (* 21. März 1914; † 31. Oktober 1995) und Hanne-Lisa (* 14. April 1917; † 18. November 2006). Aus zweiter Ehe die Söhne Hans-Jürgen (auch Hansjürgen) (* 20. Oktober 1924;  † 18. Juli 2014, Landwirt) und Wilfried (* 4. November 1927; † 21. Dezember 1991, Professor). Und aus 3. Ehe stammen die Söhne Dietrich (* 12. Mai 1939; † 14. Januar 2007; Dipl.-Psychologe) und Ingo (* 18. Juni 1942, Studienrat).

## Schriften
- Seezollverwaltung und Handelsstatistik in China. Kiel 1913. (Dissertation; = Probleme der Weltwirtschaft, Nr. 13)
- Über Volks -und Staatshaushalt Chinas. 1916.
- Deutschland und der Korridor. 1932.
- Deutschland, England und die europäische Krisis. In: Die Deutsche Rundschau, 1923, 196, S. 225–238.
- Zur Pathologie der Wirtschaftskrise. In: Deutsche Rundschau, 1931, 229, S. 1–6.
- Herren und Knechte der Wirtschaft. Deutsche Rundschau GmbH, Berlin 1932.
- Stanley Baldwin der Mensch, der Engländer, der Premierminister und Staatsmann. In: Zeitschrift für Politik, 1935, XXV, S. 426 ff.